# Rue du Croissant (Paris)
Pour les articles homonymes, voir Rue du Croissant.
La rue du Croissant est une voie publique du 2e arrondissement de Paris, intégrée depuis 2020 au 1er secteur de Paris (Paris Centre).

## Situation et accès
La rue du Croissant est accessible à l'Ouest par la rue Montmartre et à son extrémité Est par la rue du Sentier.
La voie est d'une longueur de 177 mètres et d'une largeur de 10 mètres à son maximum côté rue Montmartre. L'altitude moyenne de la rue se situe autour de 50 mètres au-dessus du niveau de la mer.
La numérotation comprend 20 numéros. Les numéros impairs (1, 5, 7, 9, 11, 13, 15, 17, 19) forment le trottoir sud. Les numéros pairs (2, 4, 6, 8, 10, 12, 14, 16, 18, 20) formant le trottoir nord. À l'exception du numéro 3, qui n'est plus référencé au cadastre de France car intégré à la parcelle du numéro 1.

## Toponymie
L'origine du nom de la rue est incertaine. Elle aurait été nommée ainsi d'après une enseigne.
Selon le panneau Histoire de Paris présent à l'extrémité est de la rue, la rue du Croissant aurait été nommée d'après d'une enseigne qui existait « depuis 1612 ».
L'inventaire après décès des biens de Maurice Maçon, maître tondeur (tisserand), dressé en 1583 évoque des « biens sis rue du Croissant, en une maison à l'enseigne du Croissant, paroisse Saint-Eustache » (l'enseigne se présente généralement sous la forme d'un emblème ou d'un objet symbolique apposé sur la façade. Cet élément permet de se repérer dans la ville avant la fixation du nom des rues ou l'usage de la numérotation au XVIIIe siècle).

## Historique
Cette rue, qui porte ce nom depuis 1612, longeait le cimetière Saint-Joseph qui fut remplacé, à partir de 1796, par le marché Saint-Joseph.
Elle est citée sous le nom de « rue du Croissant » dans un manuscrit de 1636.
La rue du Croissant était le siège de nombreuses imprimeries. Balzac fréquentait régulièrement le Café du Croissant, juste avant qu'il commence à publier La Comédie humaine.
Aujourd'hui, la rue du Croissant est une rue beaucoup plus calme ; seules quelques inscriptions rappellent son activité de presse d'antan.

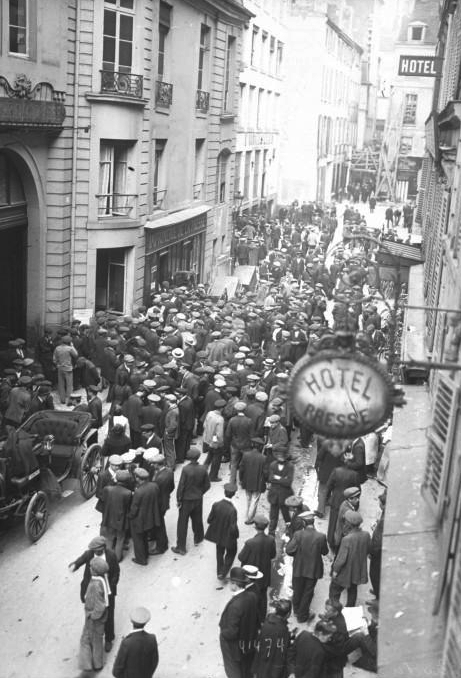
Rue du Croissant en 1914 : attroupement devant le no 16.
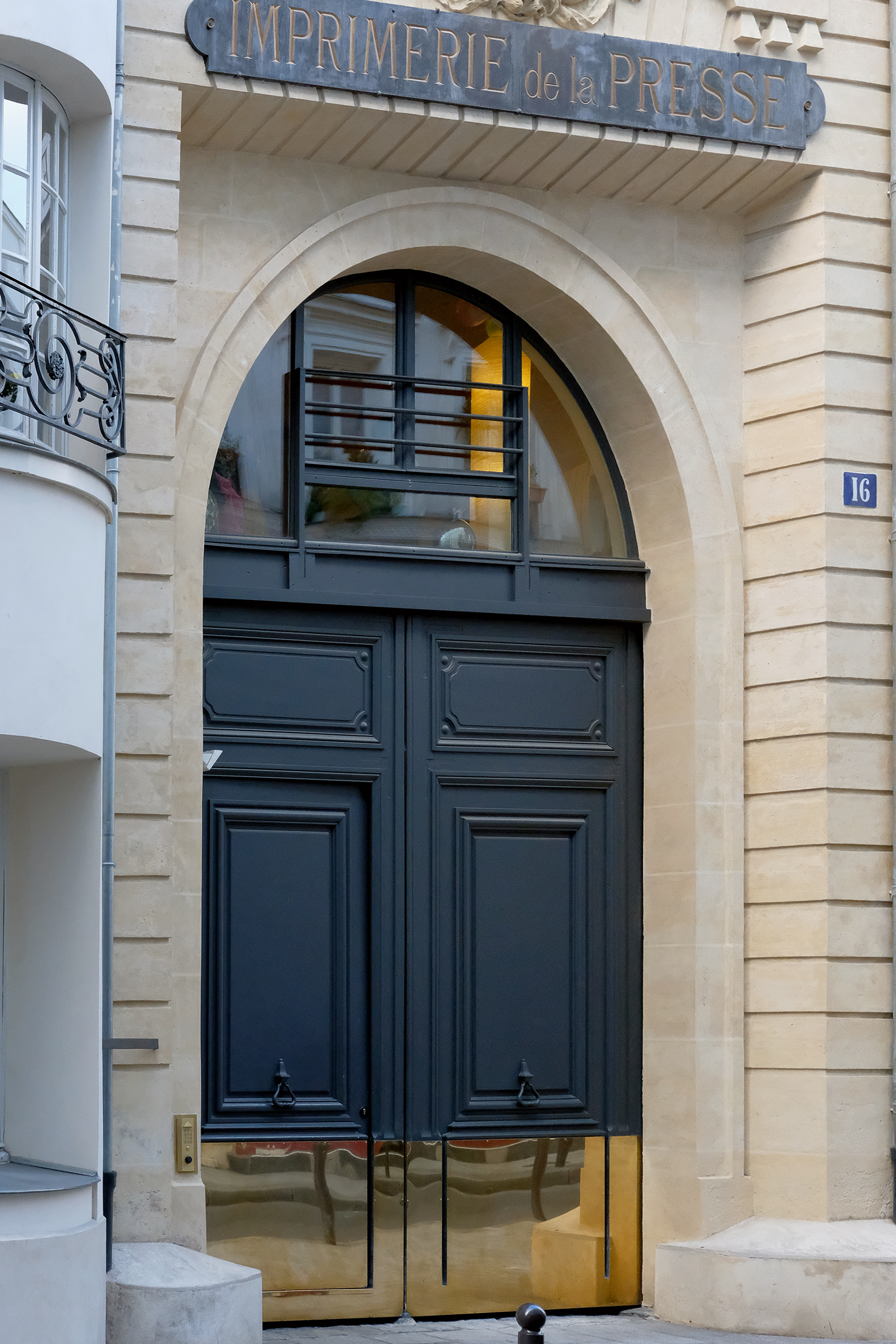
No 16, en 2016.

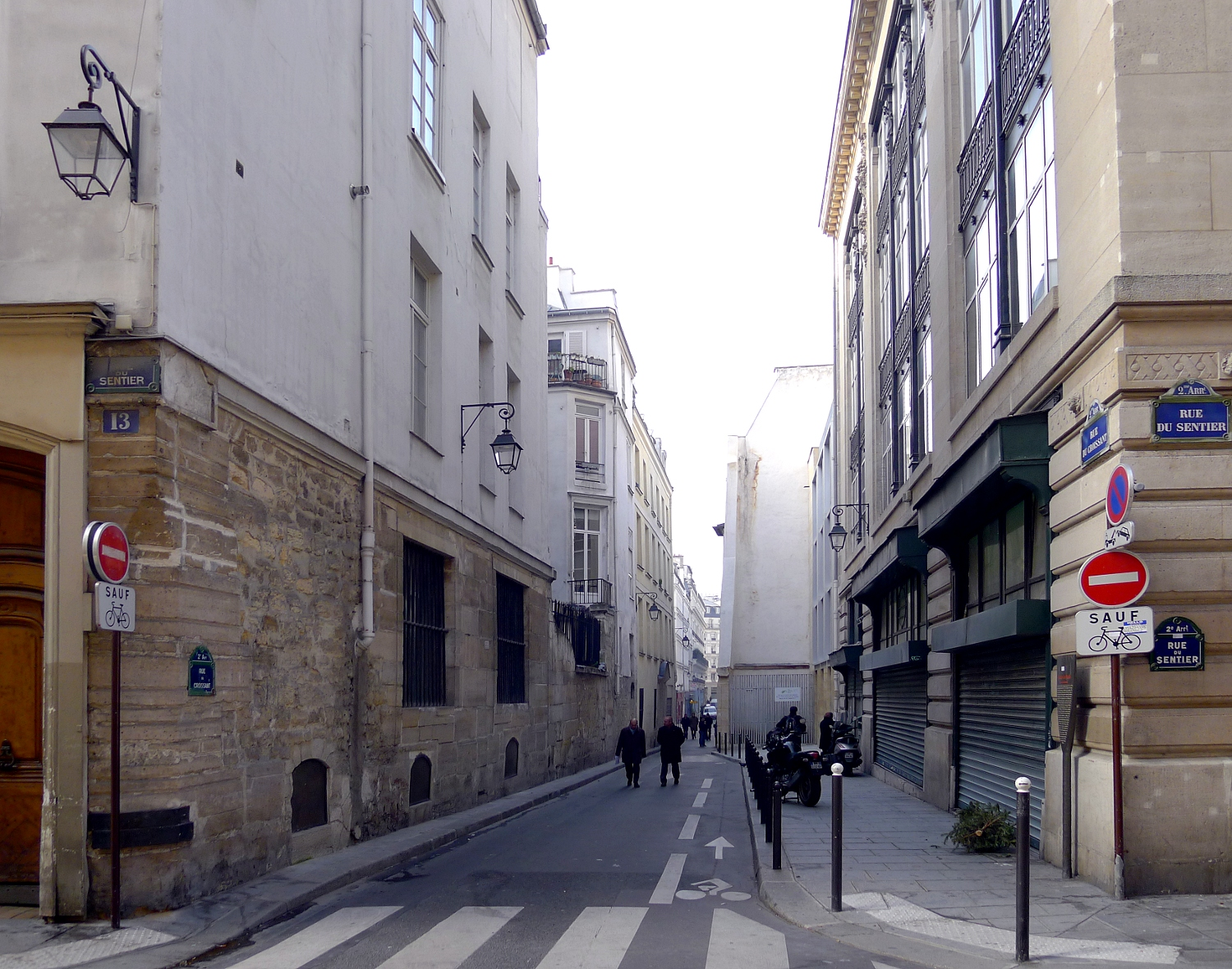
Rue du Croissant vue de la rue du Sentier.
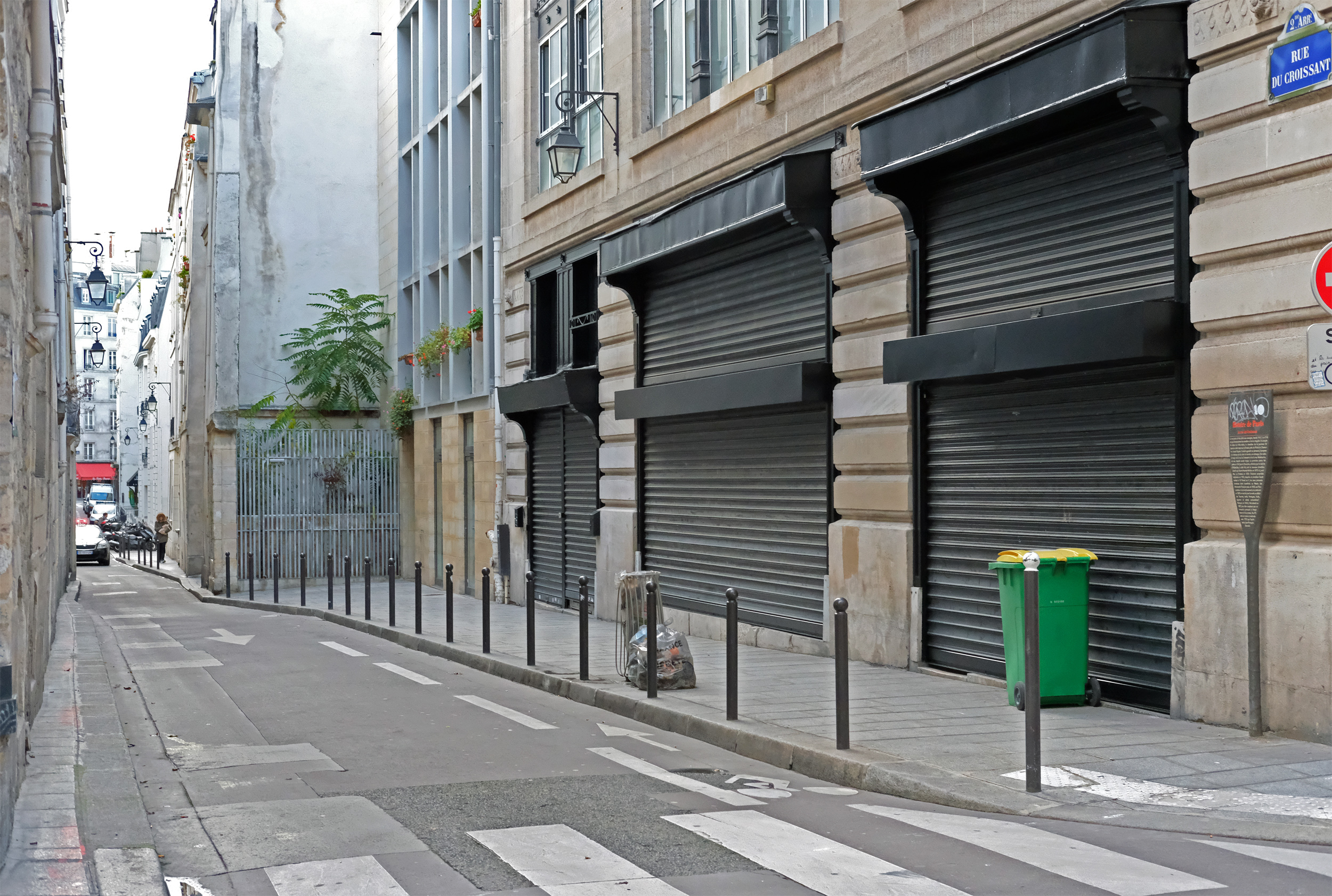
Panneau Histoire de Paris << Rue du Croissant >>.
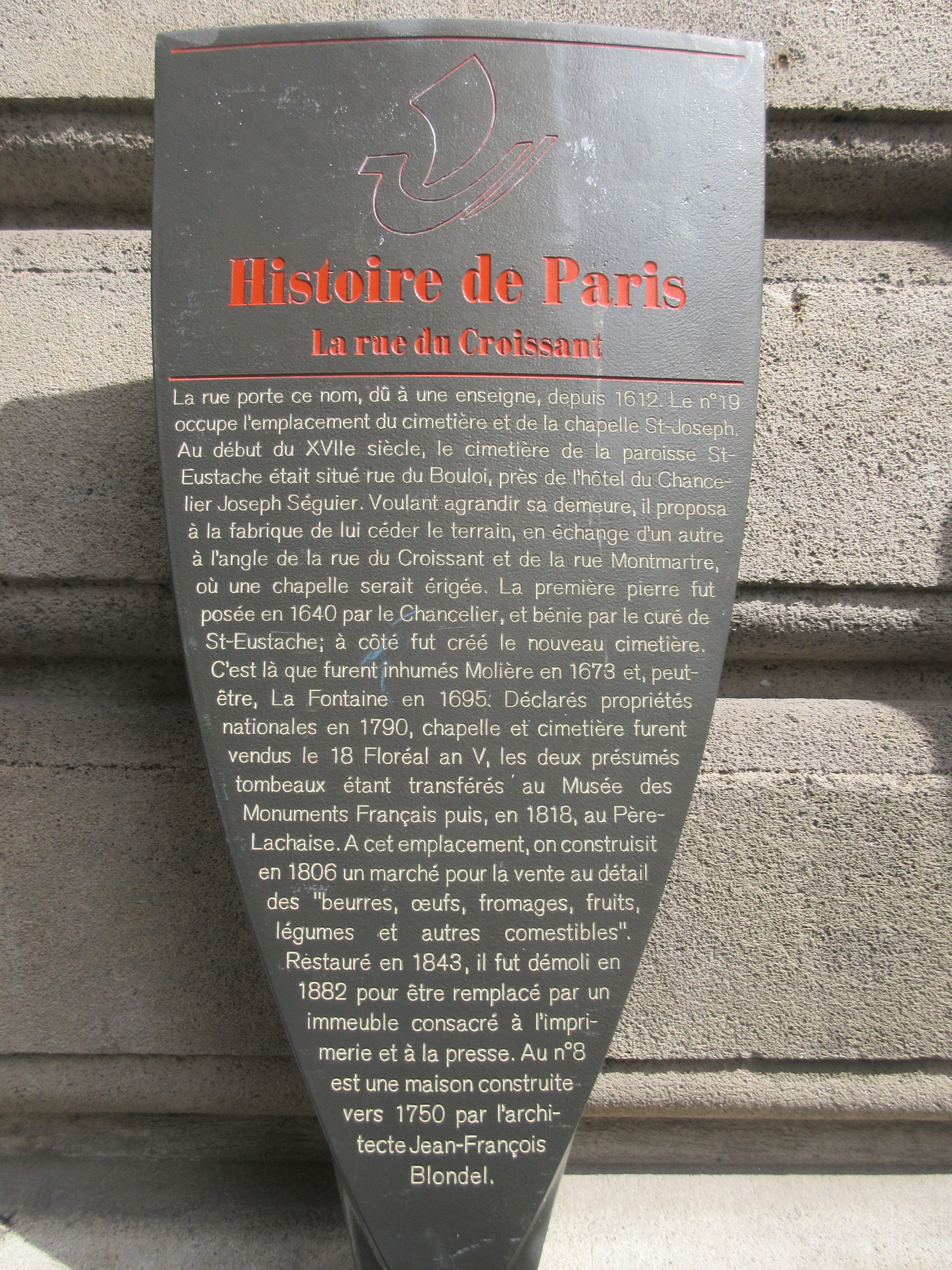
Panneau Histoire de Paris, détail.
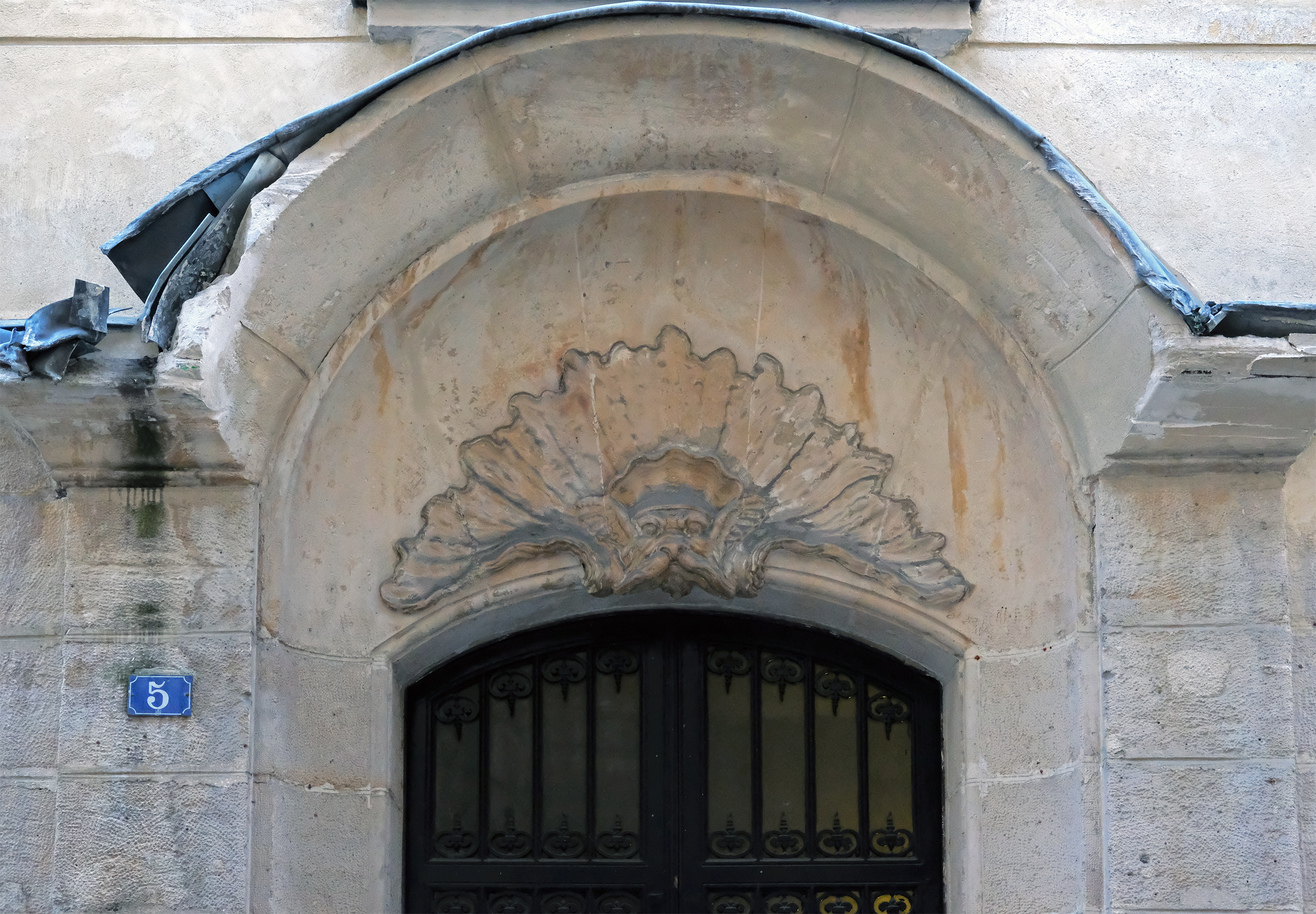
No 5.

## Bâtiments remarquables et lieux de mémoire
- Le 31 juillet 1914, Jean Jaurès fut assassiné par Raoul Villain au Café du Croissant situé à l'angle de cette rue, au no 22, et no 146 de la rue Montmartre.

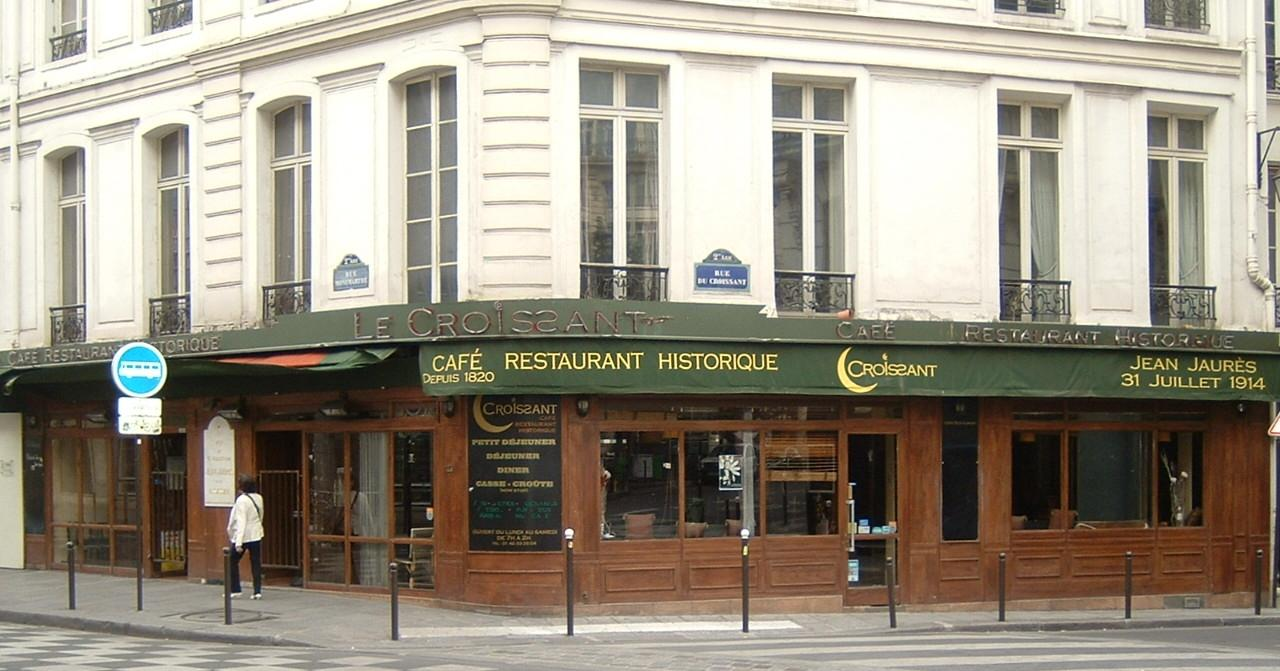
Le Café du Croissant à l'angle de la rue Montmartre.
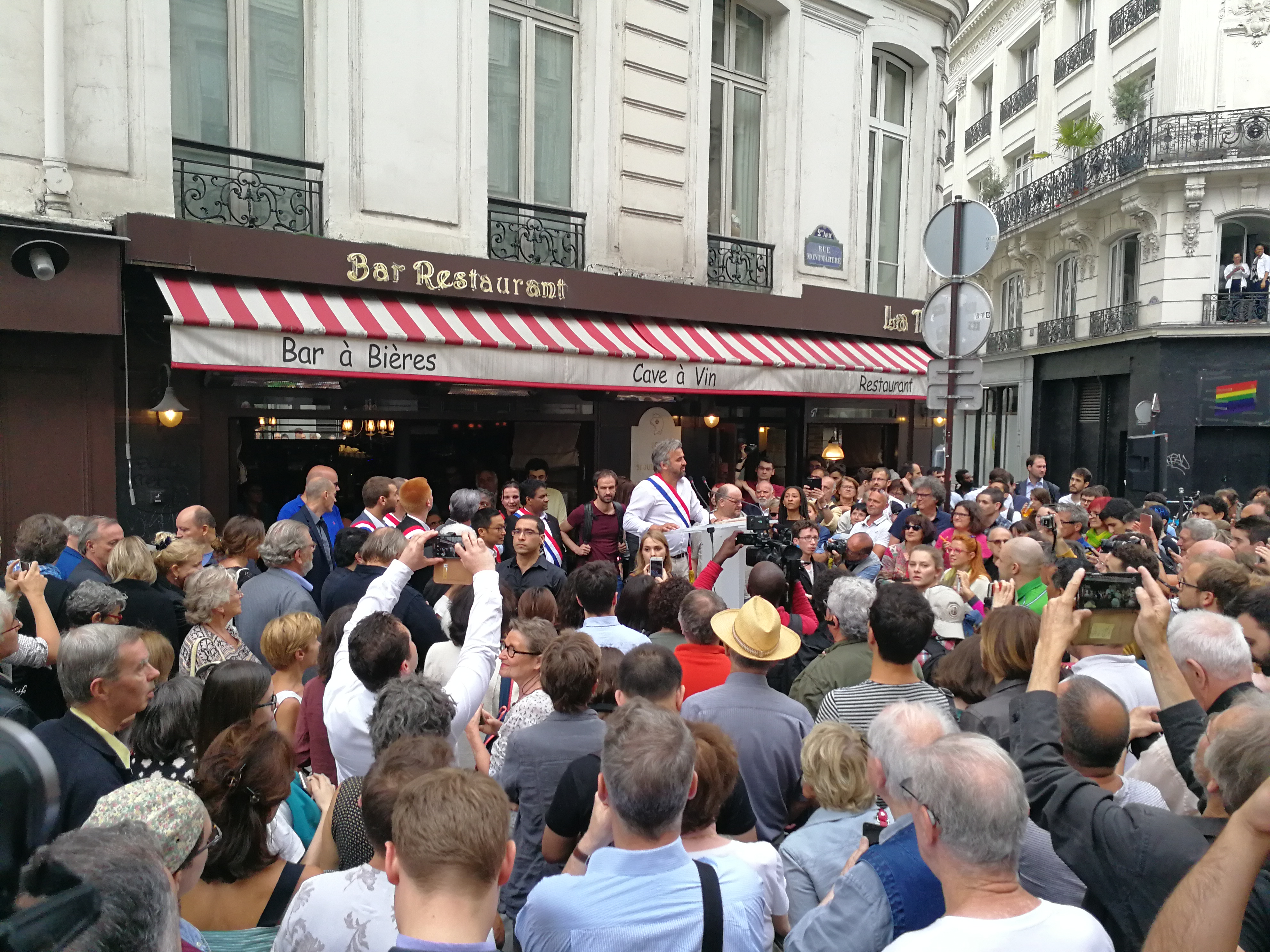
Hommage de La France insoumise à Jean Jaurès.

- Au no 5 se trouvait l'éditeur de partitions de musique Pascal Tralin (Baubigny 1835 - Maisons-Alfort 1893) connu sous le nom « P. Tralin ».
- Au no 16 se trouve l'hôtel dit du marquis de David, ou hôtel de Colbert. De 1832 à 1858, siège de la rédaction du Charivari.
- Au no 19 de la rue, il y avait au XVIIe siècle une chapelle et un cimetière où fut enterré Molière, en 1673, et probablement La Fontaine. Leurs restes furent transférés au cimetière du Père-Lachaise.
- Au numéro 17 se trouvait un restaurant et hôtel garni : l'hôtel de la Presse et des vins.
- Au no 20 se trouvait l'éditeur Marcel Labbé, éditeur de musique au début du XIXe siècle.
- Au no 27 se trouvait le siège du journal L'Humanité de 1909 à 1913.

## Éditeurs, imprimeurs, libraires et typographes
Au cours du XIXe siècle, l'activité de la rue s'oriente principalement vers le secteur de la presse et de la librairie. La proximité géographique avec la Poste centrale permet de bénéficier des différents services de communication (réception et expédition postale, service du télégraphe, puis du téléphone). En effet, ces différents éléments sont les outils nécessaires au développement et au fonctionnement constant d'une activité hautement concurrentielle.

### Imprimeurs-lithographes (triés par localisation et par patronyme)
- Se vend chez M. Saillant, Éditeur, 5 et 10 rue du Croissant (dernière lettre, Guillaume à Augusta, 1871) ;
- En vente chez Perrinet, 10 rue du Croissant (Complainte fugitive, 1874) ;
- Delattre et Rocher : 10, rue du Croissant ;
- Malverge et Dubourg : 10, rue du Croissant ;
- Wilhem : 12, rue du Croissant ;
- Charaire : 15, rue du Croissant ;
- Pouyé : 15, rue du Croissant ;
- Beauger : 16, rue du Croissant ;
- Debons & Cie : 16, rue du Croissant ;
- Durand : 16, rue du Croissant ;
- Goullet : 16, rue du Croissant ;
- Naudin : 16, rue du Croissant ;
- Lange-Lévy : 16, rue du Croissant ;
- Larochelle : 16, rue du Croissant ;
- Lefebvre : 16, rue du Croissant ;
- Proux : 16, rue du Croissant ;
- Souger (ou Sougère) : 16, rue du Croissant ;
- Voisvenel : 16, rue du Croissant ;
- Coste : 20, rue du Croissant ;
- Fénoux : 20, rue du Croissant ;
- Kaeppelin : 20, rue du Croissant ;
- Dépôt chez Madre, 20 rue du Croissant ;
- Cusset : rue du Croissant ;

### Libraires
- Librairie illustrée : 7, rue du Croissant ;

## Titres de presse imprimés et/ou édités dans la rue
- Le Programme, journal officiel des théâtres, concerts, bals et fêtes ;
- Le Charivari [parution de 1832 à 1902][9] ;
- Paris [parution de 1881 à 1935][10] ;
- La Patrie ;
- Les Droits de l'Homme ;
- Le Petit Bleu ;
- La Grenouille : impression au 15, rue du Croissant ;
- Journal des cocus : impression au 20, rue du Croissant ;
- Journal des voyages et des aventures de terre et de mer illustré : impression au 7, rue du Croissant ;
- Journal jaune, publication humoristique et satirique : impression au 20, rue du Croissant ;
- Le Salut : impression au 16, rue du Croissant ;
- Tom-Pouce : impression au 8, rue du Croissant ;
- Le Renseignement universel : impression au 16, rue du Croissant  ;
- Le Petit journal du soir : impression au 16, rue du Croissant ;
- En Avant! journal quotidien, démocratique, agricole : impression au 12, rue du Croissant ;
- Le Petit Républicain : impression au 16, rue du Croissant  ;
- Journal des valeurs françaises
- Le Pouvoir : impression au 16, rue du Croissant ;
- L'Antijuif : impression au 16, rue du Croissant (bureaux 9, rue du Croissant) ;
- Le Martinet : impression au 16, rue du Croissant ;
- L'Anticoncierge. Organe officielle de la défense des locataires : (bureaux 15, rue du Croissant) ;
- La semaine des tribunaux : impression au 16, rue du Croissant ;
- La Mauvaise langue. Organe des gens bilieux, fielleux, hargneux et grincheux créé et mis au monde pour faire tourner en bourrique les pékins que la rédaction a dans le nez : (bureaux 20, rue du Croissant) ;
- La Réforme : (bureaux 12, rue du Croissant) ;
- Au Salon, journal hebdomadaire illustré : impression au 10, rue du Croissant (bureaux 10, rue du Croissant) ;
- Le Combat, journal politique quotidien (bonapartiste) ;
- Le Merdeux : impression au 12, rue du Croissant (bureau de vente 21, rue du Croissant) ;
- La Semaine médicale : impression au 16, rue du Croissant ;
- L'Évènement parisien : (bureaux 10, rue du Croissant) ;
- La Semaine des tribunaux : impression au 16, rue du Croissant ;
- La Vie élégante : (bureaux 7, rue du Croissant) ;
- Le Grand-Réveil du Père Duchêne : impression au 21, rue du Croissant ;
- Le Drapeau rouge, journal du peuple : (bureaux 10, rue du Croissant) ;
- Le Blagorama : (bureaux 20, rue du Croissant) ;
- La Finance française, journal hebdomadaire, financier et littéraire : impression au 16, rue du Croissant ;
- Le Bossu : (bureaux 20, rue du Croissant) ;
- Méphisto, organe et programme des théâtres et concerts : impression au 16, rue du Croissant ;
- Le Baccarat : (bureaux 8, rue du Croissant) ;
- L'Union républicaine, journal politique quotidien : impression au 12, rue du Croissant ;
- L'Indépendant du soir, journal républicain : impression au 16, rue du Croissant  (bureaux 29, boulevard Poissonière) ;
- Paris, journal politique :  impression au 16, rue du Croissant  (bureaux 16, rue du Croissant) ;
- Don Juan : (bureaux 10, rue du Croissant) ;
- Arlequin, journal politique, littéraire et financier : impression au 16, rue du Croissant  (bureaux 16, rue du Croissant) ;
- L'Opinion, nouveau journal républicain : impression au 16, rue du Croissant  (bureaux 29, boulevard Poissonière) ;29, boulevard Poissonière) ;
- Cote spéciale des journaux : impression au 16, rue du Croissant  (bureaux 42, rue Notre-Dame des Victoires) ;
- Le Turf : impression au 16, rue du Croissant  (bureaux 16, rue du Croissant) ;
- Le Siècle : impression au 16, rue du Croissant ;
- Gazette des enfans et des jeunes personnes : 16, rue du Croissant ;
- Le Journal du peuple : (bureaux 16, rue du Croissant)  ;
- Le Salut : 16, rue du Croissant ;

Au fil du temps, les grands journaux tendent à déplacer leur siège vers des emplacements plus vastes, confortables et distingués comme sur les boulevards. La rue du Croissant est marquée par l'essor de titres à l'orientation populaire, politique, polémique ou à la caricature. Le sensationnalisme des manchette de journaux y est généralement de mise.

## Camelots et vendeurs de journaux
La rue du Croissant est l'un des principaux lieux d'approvisionnement en journaux du centre de Paris. Chaque vendeur (dit aussi « crieur ») se voit attribuer un créneau horaire pour récupérer le paquet de journaux qui lui est attribué aux différents bureaux de distribution. Il peut ensuite proposer aux alentours, aux clients des débits de boisson et aux passant des boulevards, les exemplaires dont il dispose en annonçant bruyamment les nouvelles et les gros titres.

## Pour approfondir